# Hulpsinterklaas
De hulpsinterklaas is een verschijnsel dat in het leven wordt geroepen, als wat oudere kinderen twijfels beginnen te krijgen over het bestaan van Sinterklaas.
Met name het wonderlijke gegeven dat Sinterklaas op meerdere plaatsen tegelijk kan zijn, of het geval waarin twee Sinterklazen elkaar (onbedoeld) tegenkomen, moet in een dergelijk geval aannemelijk worden gemaakt. Daartoe wordt dan verteld, dat de Sint die zich op een andere plaats dan de eigen woonplaats bevindt, niet de echte is, maar slechts een hulpsinterklaas. Meestal kan men met een dergelijke uitleg het, aan groeiende twijfels onderhevige, geloof in Sinterklaas nog een jaartje in stand houden. Deze term verwijst naar een meesterwerk van de striptekenaar en kinderboekenschrijver Jean Dulieu uit 1961.
In 2017 kreeg de hulpsinterklaas een prominente rol in het Sinterklaasjournaal. De verhaallijn was dat de hulpsinterklazen meekomen met de boot uit Spanje en door de echte Sinterklaas worden opgeleid. Ook jongere kinderen raken dus al bekend met het fenomeen hulpsinterklaas.